# Gymnasium Carolinum (Neustrelitz)
Das Gymnasium Carolinum in Neustrelitz direkt am Glambecker See ist mit etwa 1100 Schülern und etwa 90 Lehrern eines der größten Gymnasien in Mecklenburg-Vorpommern.
Das alte Schulgebäude Glambecker Straße 10 steht unter Denkmalschutz.

## Geschichte
Der Grundstein für das Gymnasium wurde 1795 gelegt, als Herzog Karl II. von Mecklenburg-Strelitz der Bitte der Neustrelitzer Bürger nachkam und eine bessere Schulanstalt errichtete. Am 12. April 1795 unterzeichnete er eine Stiftungsurkunde zur Bildung einer Oberschule (1795–1811: Interimsschule als Große Stadtschule), in der zunächst 18 Schüler von zwei Lehrern unterrichtet wurden. Damit ist das Neustrelitzer Gymnasium dem Alter nach unter den Höheren Schulen im heutigen Land Mecklenburg-Vorpommern, von denen etliche im 16. Jahrhundert (neu-)gegründet wurden und mitunter auf mittelalterliche Wurzeln zurückgehen, eine eher junge Anstalt. Im Stargarder Kernland des (Teil-) Großherzogtums Mecklenburg-Strelitz war damit neben den Latein- bzw. Gelehrtenschulen in Neubrandenburg (gegr. vor 1276, Gymnasium seit 1841) und in Friedland (gegr. 1371, Gymnasium seit 1840) eine dritte Höhere Schule entstanden.
Namen von Abiturienten sind für Neustrelitz erst ab Michaelis 1808 (für die frühen Jahren wohl auch nur unvollständig) überliefert und für das 19. Jahrhundert inzwischen ediert.
Von 1803 bis 1806 wurde auf dem ehemaligen Kirchhof in der Glambecker Straße (dem ältesten Friedhof der Stadt) nach den Plänen von Friedrich Wilhelm Dunckelberg ein Schulgebäude errichtet. Die Bezeichnung Gymnasium Carolinum erhielt die Schule erst am 16. Oktober 1811 als Ehrennamen. Das frühere Schulgebäude (Altes Carolinum) an der Glambecker Straße 10 beherbergt heute die Musikschule Kon.centus Neustrelitz.
Auf Initiative des Unterrichts- und Finanzministers Roderich Hustaedt, einem ehemaligen Caroliner, beschlossen 1922 die Regierung und der Landtag des Freistaates Mecklenburg-Strelitz, ein neues Schulgebäude am Glambecker See zu errichten. Ein Jahr später begann der Bau nach den Plänen des Architekten Paul Schondorf. 1925 konnte das fertiggestellte Gebäude von dem humanistischen Gymnasium (310 Schüler) und von dem Realgymnasium (300 Schüler) bezogen werden. Der neue Name lautete nun: Carolinum, Gymnasium und Realgymnasium.
Die Wehrmacht beschlagnahmte dieses Gebäude am 26. August 1939 und richtete dort ein Lazarett ein. Kurz nach dem Zweiten Weltkrieg wurde es von der Sowjetarmee als „Haus der Offiziere“ und Lazarett in Besitz genommen. Der Unterricht fand seitdem in verschiedenen Gebäuden des Stadtzentrums statt.

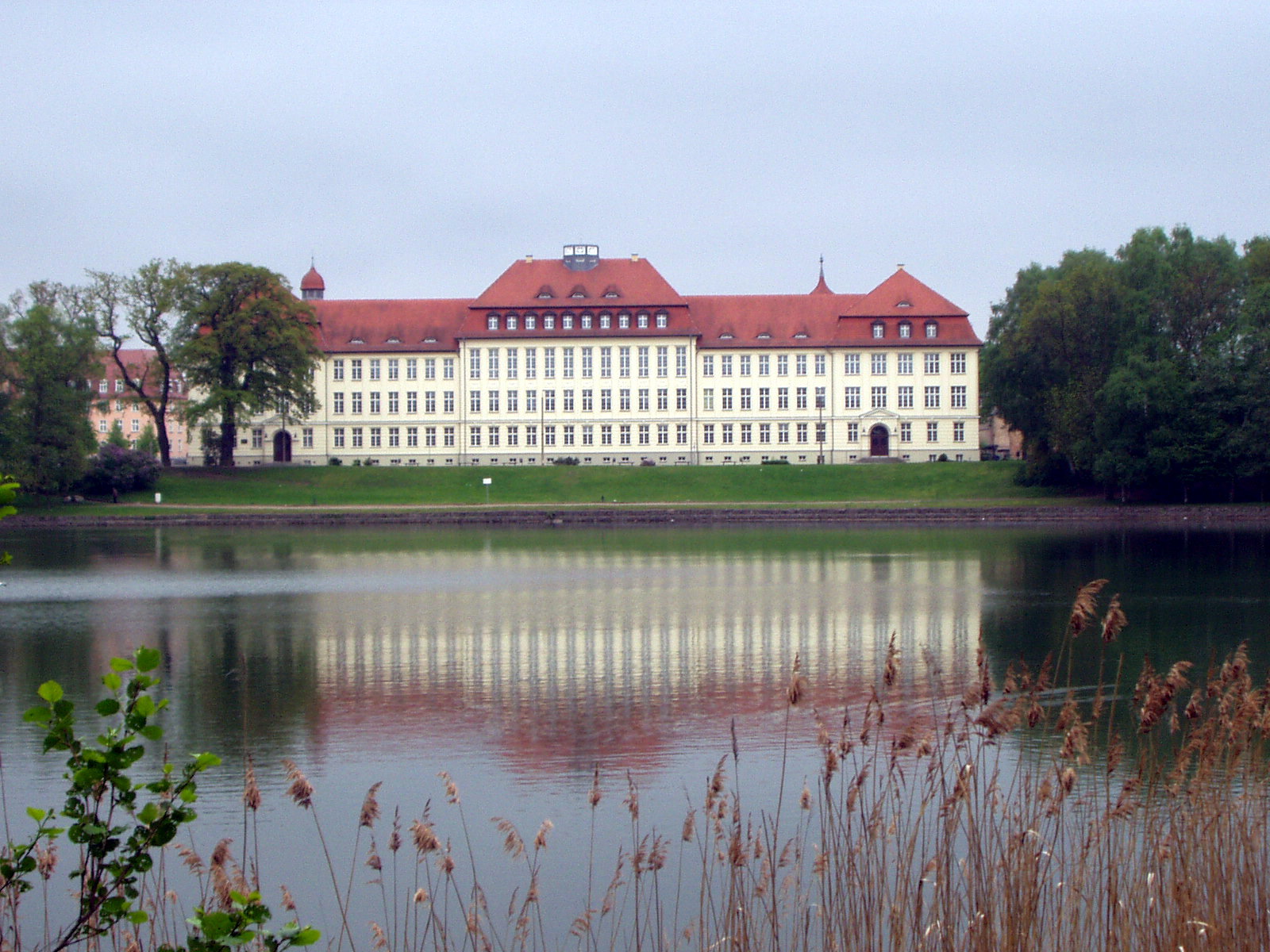
Sicht auf das Carolinum vom Glambecker See

Nach Gründung der DDR, die Umbenennungen von Straßen und Einrichtungen nach sich zog, wurde 1949 der Name Max-Planck-Oberschule beschlossen. Dieser setzte sich gegen den Vorschlag Clara Zetkin durch. Doch bereits am 8. März 1951 erhielt die Schule den Namen Clara-Zetkin-Oberschule, später EOS Clara Zetkin.
Diese war bis zur politischen Wende in der DDR eine Spezialschule für Sprachen und Informatik und hatte neben dem Abiturgang auch immer zwei Vorbereitungsklassen, in denen die Schüler ab der 9. Klasse vornehmlich in den Sprachen Russisch, Englisch und Französisch auf die Fremdsprachenprüfung vorbereitet wurden.
Der Unterricht fand im Marienpalais unweit der Schlosskirche statt, das heute wieder in Privatbesitz ist und als Wohnhaus dient.
Die auswärtigen Schüler waren in einem heute ebenfalls nicht mehr existenten Internat unweit des Tiergartens (Eingang des heutigen Haustierparks) untergebracht.
Am 17. Oktober 1991 erhielt das Gymnasium den ursprünglichen Namen zurück. Im Jahr 1993 zogen die letzten russischen Truppen aus Neustrelitz ab und räumten damit das Gebäude am Glambecker See. Ein Jahr danach begann die Sanierung und 1997 bezogen etwa 1.000 Schüler das neue alte Gymnasium.
Die Zusammenlegung mit dem Schliemann-Gymnasium in der Glambecker Straße führte 2008 zur ersten zahlenmäßigen Vergrößerung des Gymnasiums. Seit 2011 gehört die Schule dem Exzellenz-Netzwerk MINT-EC an. Aufgrund steigender Schülerzahlen wurde das Gymnasium Carolinum 2013 durch das Haus 2 erweitert, in dem sich auch die Schulmensa befindet.

## Schüler

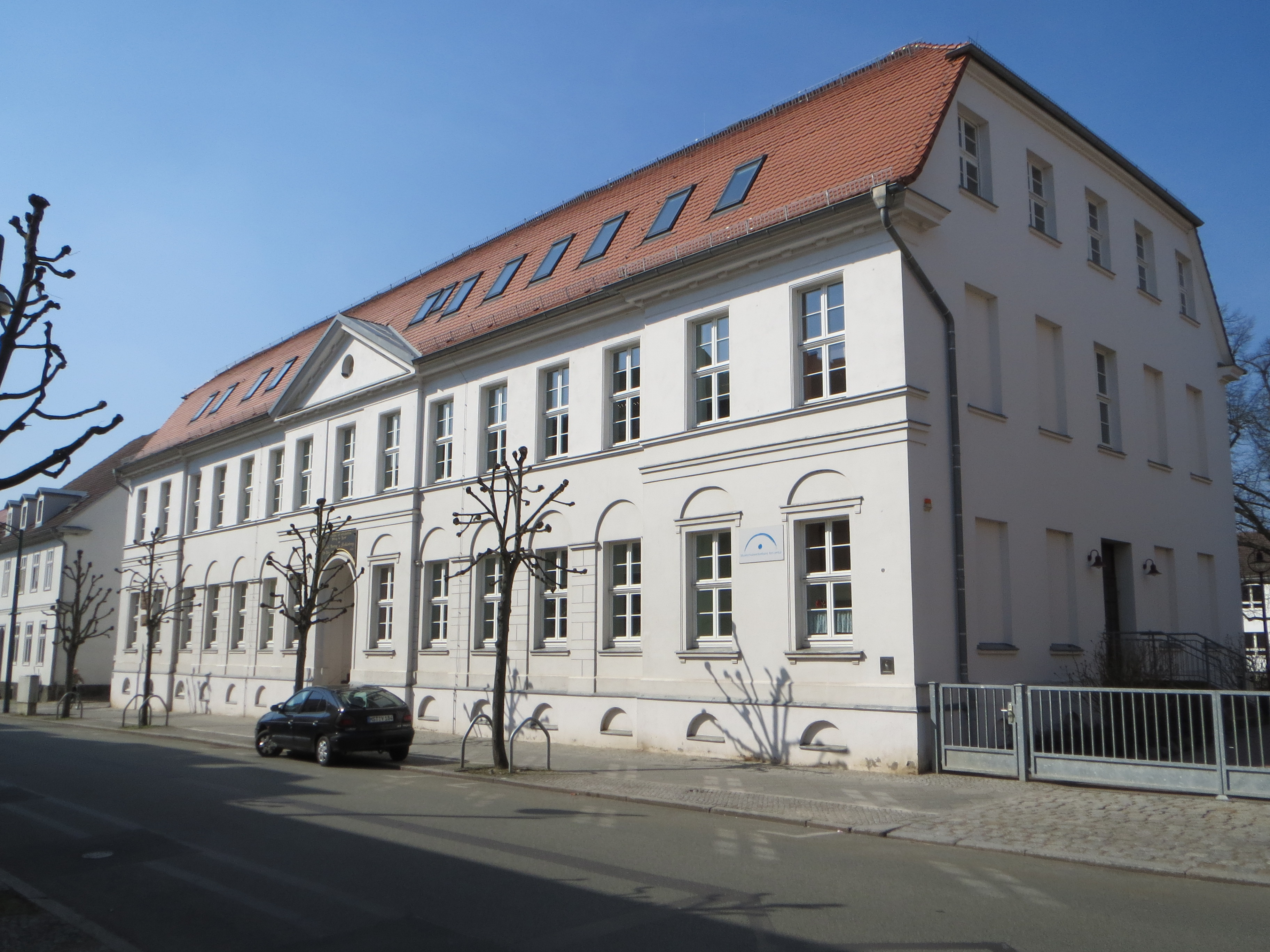
Altes Carolinum, Glambecker Straße

- Franz Ahlgrimm (1867–1927), deutscher Politiker der Deutschen Demokratischen Partei und Mitglied der Hamburgischen Bürgerschaft
- Johannes Arlt (* 1984), deutscher Generalstabsoffizier und MdB
- Friedrich Behn (1883–1970), Archäologe und Prähistoriker, von 1948 bis 1954 Professor für Vor- und Frühgeschichte an der Universität Leipzig, besuchte das Gymnasium zeitweilig (Abitur jedoch in Hamburg)
- Martin Blumner (1827–1901), Komponist, Dirigent und Musiktheoretiker
- Adalbert Brauer (1908–1990), Historiker, Genealoge und Archivar (nur kurzzeitig 1919/20 Schüler)
- Bernhard von Bülow (1849–1929), Reichskanzler des Deutschen Kaiserreichs
- Carl Cohn (1857–1931), Überseekaufmann in Hamburg und dort von 1924 bis 1929 Finanzsenator
- Emil Cohn (1854–1944), bedeutender Physiker auf dem Gebiet der theoretischen Elektrodynamik
- Goede Gendrich (1912–2000), eigentlich Ludwig Dörbandt, Forstmann und Jagdschriftsteller, veröffentlichte später viele seiner Werke in der Zeitschrift Carolinum
- Adolf Goetze (1792–1868), Pädagoge und evangelisch-lutherischer Geistlicher
- Andreas Grund (* 1960), Bürgermeister von Neustrelitz
- Otto E. Heipertz (1913–1985), Diplomat
- Carl Horn (1794–1879), Theologe und Mitbegründer der deutschen Burschenschaft
- Charly Hübner (* 1972), Schauspieler
- Roderich Hustaedt (1878–1958), Staatsminister von Mecklenburg-Strelitz, besuchte die Schule von 1890 bis 1898 (Abitur)
- Walter Karbe (1877–1956), Heimatforscher, besuchte das Gymnasium, verließ es aber wegen Prüfungsangst in Mathematik kurz vor dem Abitur
- Friedrich Carl Ludwig von Kardorff (1812–1870), Verwaltungsjurist und 1849/50 Mitglied der Mecklenburgischen Abgeordnetenversammlung
- Emil Kraepelin (1856–1926), Psychiater. Von Kraepelin stammen die Grundlagen des heutigen Systems der Klassifizierung psychischer Störungen.
- Karl Kraepelin (1848–1915), Biologe, Direktor des Naturkundemuseums Hamburg
- Walter Lehmbecker (1898–1980), Lehrer, Heimatforscher und Schriftsteller
- Robert Lorentz (1866–1940), Jurist in der Zollverwaltung, Ministerialbeamter in Mecklenburg
- Alexander von Malschitzki (1814–1876), Richter und Abgeordneter
- Hermann Müller-Strübing (1812–1893), Burschenschafter und Altphilologe
- Carl Piper (1837–1919), Richter und Konsistorialpräsident
- Carl Anton Piper (1874–1938), Schriftsteller, Journalist und Politiker (DVP)
- Otto Piper (1882–1946), Jurist und Politiker (DVP)
- Otto Portzehl (1860–1945), Pädagoge in Königsberg
- Jost Reinhold (* 1929), Gründer der Jost-Reinhold-Stiftung, legte Abitur dort ab, lebt heute in der Schweiz
- Friedrich Reinke (1862–1919), Arzt, Anatom, Pathologe, Hochschullehrer
- Carl Wilhelm Adolph Richter (1808–1877), Arzt und 1848/50 Mitglied der Mecklenburgischen Abgeordnetenversammlung.
- Daniel Sanders (1819–1897), Lexikograph und Sprachforscher
- Friedrich Scharenberg (1821–1901), Forstwirt
- Fritz Scharenberg (eigentlich Friedrich Scharenberg; 1846–1916), Jurist
- Theodor Scharenberg (1820–1899), Jurist
- Heinrich Schliemann (1822–1890), Archäologe und Entdecker des antiken Troja, musste den Besuch, erst 1833 aufgenommen, nach wenigen Wochen aus Geldmangel abbrechen
- Hermann Stech (1907–1992), Versicherungsmanager, Generaldirektor der Mecklenburgischen Versicherung
- Paul Steinmann (1888–1973), Historiker und Archivar
- Günther Vormum (1926–2013), Chemiker und Professor
- Paul Weiglin (1884–1958), Schriftsteller und Redakteur

## Lehrer

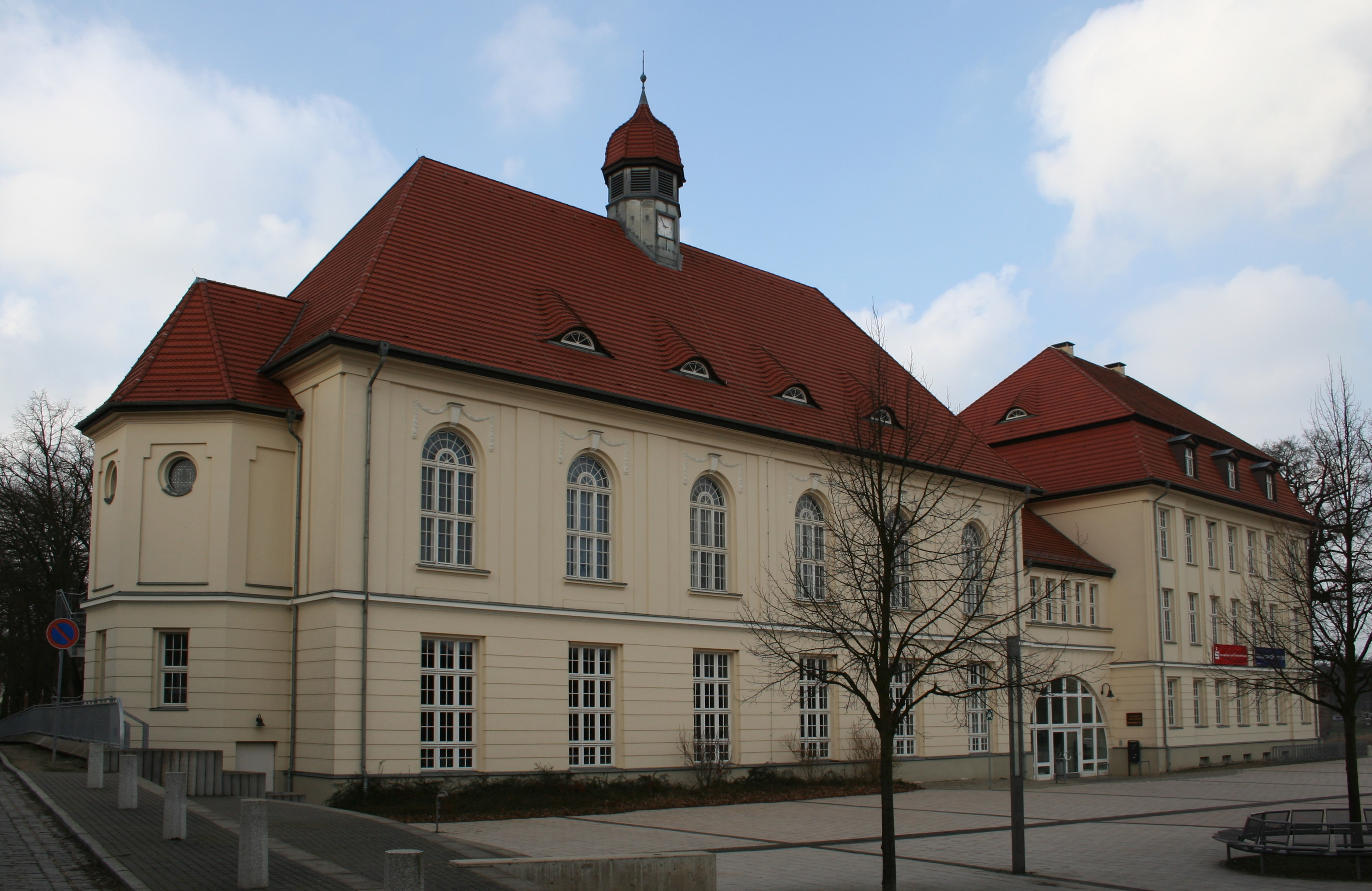
Westlicher Seitenflügel

- Franz Fritzsche (1867–1943), Gymnasiallehrer 1898–1901
- Moritz Füldner (1818–1873), Gymnasiallehrer, Entomologe und Botaniker, 1843 als 5. Lehrer, 1871 als 3. Lehrer und Gymnasialprofessor am Carolinum, Turnlehrer an den städtischen Schulen von Neustrelitz
- Walter Gotsmann (1891–1961), Pädagoge, Maler und Naturschützer, Lehrer an der Realschule und am Gymnasium, ab 1922 dort Zeichenlehrer
- Andreas (Heinrich Johann Carl) Kämpffer (1784–1846), Professor, dann Direktor am Gymnasium Carolinum Neustrelitz, später Superintendent des Kirchenkreises Stargard
- Karl Rieck (1851–1932), Pädagoge und Heimatforscher, Abitur am Carolinum, von 1876 bis 1919 Lehrer (seit 1899 Professor) am Gymnasium Carolinum
- Karl Friedrich Scheibe (1812–1869), Altphilologe, von 1838 bis 1856 Lehrer und (seit 1847 Professor) am Gymnasium Carolinum
- Henry Tesch (* 1962), CDU-Politiker und von 2006 bis 2011 Minister für Bildung, Wissenschaft und Kultur des Landes Mecklenburg-Vorpommern, heute Lehrer für Deutsch und Geschichte am Carolinum sowie seit 2002 dessen Schulleiter
- Césaire Villatte (1816–1895), Romanist und Lexikograf, 1838 bis 1884 Sprachlehrer (zuletzt Professor) am Gymnasium Carolinum
- Carl Wendt (1837–1911), 1863 bis 1868 Lehrer am Gymnasium und Instruktor, danach Pastor in Grünow und ab 1879 an der Marienkirche Neubrandenburg